# Джордж Лінкольн Рокуелл
Джордж Лінкольн Рокуелл (Роквелл, Роквель, англ. George Lincoln Rockwell; 9 березня 1918 — 25 серпня 1967) — підполковник військово-морських сил США, засновник Американської нацистської партії. Рокуелл був основною фігурою в націонал-соціалістичному русі в післявоєнній Америці. Його погляди і його роботи досі чинять вплив на білих націоналістів і націонал-соціалістів наших днів.

## Біографія
Рокуелл народився в Блумінгтоні, штат Іллінойс і був найстаршим з трьох дітей в сім'ї. Його батько мав англійське і шотландське коріння, а мати — німецьке і французьке. Обоє його батьків були акторами, які грали в комедіях і водевілях.
Коли Рокуеллу було 6 років, його батьки розлучилися. Через це його юність проходила між двома сім'ями — матері в Атлантик-Сіті в штаті Нью-Джерсі, і батька в Бутбу Харбор в штаті Мен.
Рокуелл заперечував Голокост. У квітні 1966 в інтерв'ю з журналістом журналу Playboy Алексом Хейлі, Rockwell заявив: «Я не повірю ані на хвилину, що будь-хто з шести мільйонів євреїв був знищений Гітлером. Такого ніколи не відбувалося».
Застрелений в Арлінгтоні (Вірджинія) колишнім членом власної партії Джоном Патлером.

## Видавнича діяльність
Коли Рокуелл вдруге повернувся до мирного життя, він вирішив заробляти гроші, видаючи журнал для дружин американських військовослужбовців. У вересні 1955 року він став видавати журнал «U. S. Lady». Він намагався зацікавити цим проектом генералів і адміралів, які відповідали за зв'язки з громадськістю в різних військах. За задумом Рокуелла, цей журнал повинен бути також служити просуванню його політичних поглядів і підтримувати опозицію до расової інтеграції та комунізму. Фінансування цього проекту Рокуелл здійснював в основному за рахунок торгівлі акціями. Однак журнал продавався погано, і фінансові проблеми змусили Рокуелла продати свою частку в журналі. Тим не менш він все ще сподівався стати видавцем.
Деякий час Рокуелл працював на Вільяма Баклі-молодшого і просував його журнал «National Review» серед консервативно налаштованих студентів. Але потім він вирішив, що консерватори — це «люди-страуси», які не можуть протистояти ворогам, яких він бачив у євреях. Рокуелл намагався організувати свою консервативну газету, потім свою партійну організацію в рамках консервативного крила, але зазнав невдачі.

## Заснування Американської нацистської партії
Активність Рокуелла стала відомою серед інших правих екстремістів. Одного разу він отримав поштою посилку від одного зі своїх прихильників, в якій був нацистський прапор зі свастикою довжиною 8 футів. Він повісив прапор на стіну в своєму будинку і спорудив біля нього вівтар, де стояв портрет Гітлера, перед яким горіли три свічки.
У березні 1959 року Рокуелл заснував організацію під назвою «Всесвітній союз вільних націонал-соціалістів», яка в грудні того ж року була перейменована в Американську нацистську партію. Штаб-квартира партії розташовувалася в Арлінгтоні, Вірджинія. Формування партії призвело до того, що Рокуелл змушений був піти з військової служби і втратити пенсію.
З метою залучення уваги засобів масової інформації, Rockwell провів мітинг 3 квітня 1960 на Національному алеї (англ. National Mall) у Вашингтоні, де Рокуелл звернувся до натовпу з двогодинною промовою. Другий мітинг він намагався провести в Юніон-сквері у Нью-Йорку. Мер Роберт Вагнер відмовився надати йому дозвіл говорити, але Рокуелл звернувся до Верховного суду Нью-Йорку. Єврейські ветерани війни і ті, хто пережили Голокост зібралися, щоб протиставити йому апеляцію, і в ході судової перерви, коли Рокуелл з'явився в суді його оточив натовп репортерів телебачення. Один з репортерів запитав Рокуелла, як він буде ставитися євреїв, якщо він прийде до влади в Сполучених Штатах. Рокуелл відповів, що буде ставитися до євреїв як і до будь-яких інших американських громадян. Якщо євреї будуть лояльними американцями — все буде добре, якщо вони будуть зрадниками — вони будуть страчені. Коли репортер запитав, який відсоток євреїв Рокуелл сприймає як зрадників, Рокуелл відповів: «Вісімдесят відсотків.» Єврейські ветерани війни і ті, хто пережили Голокост збунтувалися і почали бити Рокуелла і репортерів парасольками, а Рокуелла супроводжував з будівлі суду поліцейський конвой. Рокуелл в кінцевому підсумку виграв свій дозвіл, але це було невдовзі після дати запланованого заходу.
З метою безпеки Рокуелл відіслав свою другу дружину та дітей до Ісландії — на батьківщину дружини. Спочатку він розраховував, що розлука буде тимчасовою, але потім дистанція між ними поступово зростала. Рокуелл поїхав в Ісландію в надії відновити відносини, але це ні до чого не призвело, і пізніше вони з дружиною розлучилися. Тим часом зіпсувалися також відносини Рокуелла зі своєю рідною сім'єю. Його брат і сестра відмовлялися навіть розмовляти з ним, батько також не пробачив йому те, що він зганьбив його ім'я. Тільки з матір'ю він підтримував стосунки.